# Ligier JS9
O JS9 é o modelo da Ligier da temporada de 1978 da Fórmula 1. Condutor: Jacques Laffite.

## Resultados[1]
(legenda) 
| Ano  | Chassi | Motor          | Pneus | N° | Pilotos         | 1   | 2   | 3   | 4   | 5   | 6   | 7   | 8   | 9   | 10  | 11  | 12  | 13  | 14  | 15  | 16  | Pontos   | Posição |  |
| ---- | ------ | -------------- | ----- | -- | --------------- | --- | --- | --- | --- | --- | --- | --- | --- | --- | --- | --- | --- | --- | --- | --- | --- | -------- | ------- |  |
|      |        |                |       |    |                 |     |     |     |     |     |     |     |     |     |     |     |     |     |     |     |     |          |         |  |
|      |        |                |       |    |                 | ARG | BRA | RSA | USW | MON | BEL | ESP | SWE | FRA | GBR | GER | AUT | NED | ITA | USA | CAN |          |         |  |
| 1978 | JS9    | Matra MS76 V12 | G     | 26 | Jacques Laffite |     |     |     |     | Ret |     |     |     |     |     |     |     |     |     |     |     | 131 (19) | 6º      |  |
| 1978 | JS9    | Matra MS78 V12 | G     | 26 | Jacques Laffite |     |     |     |     |     |     | 3   |     | 7   | 10  | 3   | 5   | 8   | 4   | 11  | Ret | 131 (19) | 6º      |  |

↑1  Utilizou o JS7 nos GPs: Argentina, Brasil e Oeste dos Estados Unidos e o JS7/9 nos GPs: África do Sul, Bélgica e Suécia marcando 6 pontos (19 no total).